# Bulbiner
Bulbiner (Bulbine) är ett släkte av grästrädsväxter som beskrevs av Nathanael Matthaeus von Wolf. Enligt Catalogue of Life ingår Bulbiner i familjen grästrädsväxter, men enligt Dyntaxa är tillhörigheten istället familjen grästrädsväxter.

## Bildgalleri

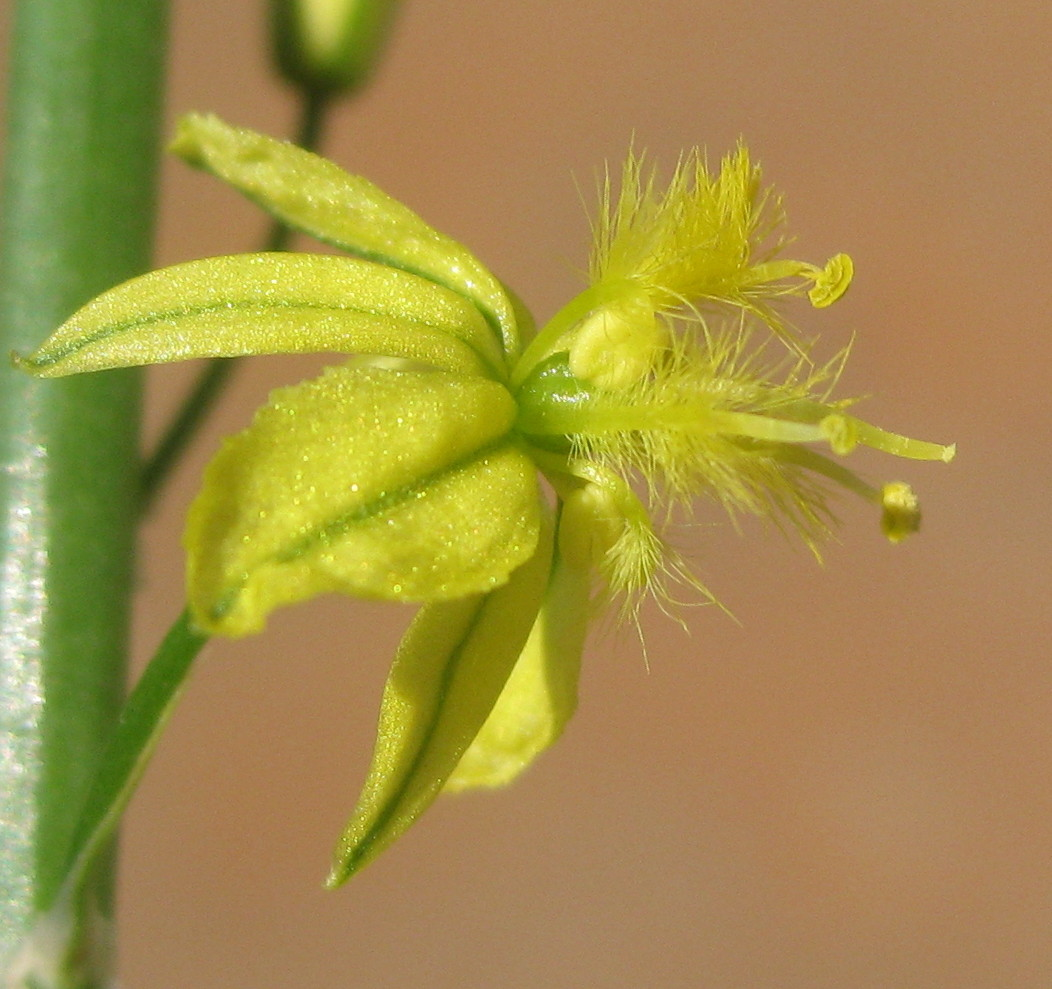
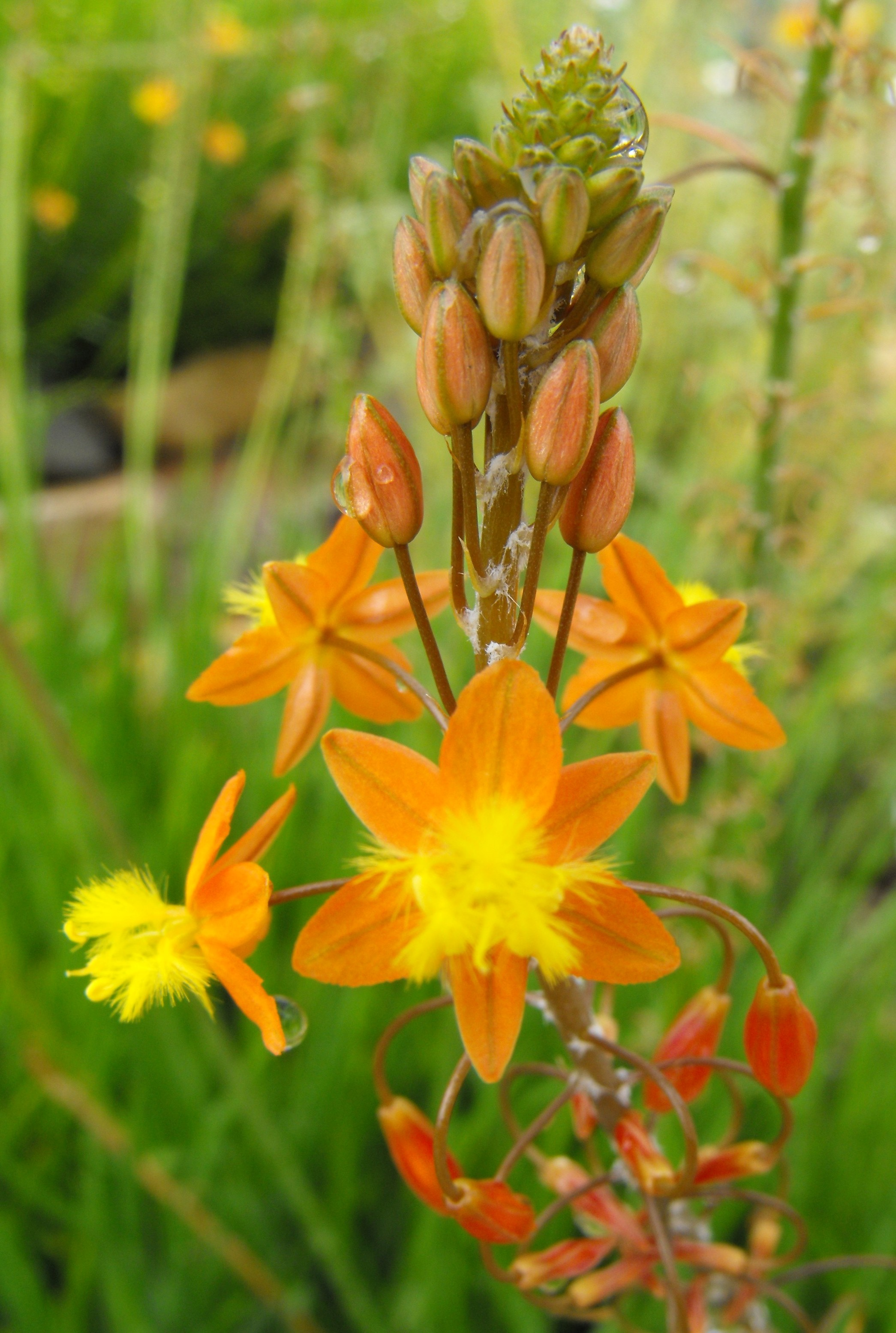
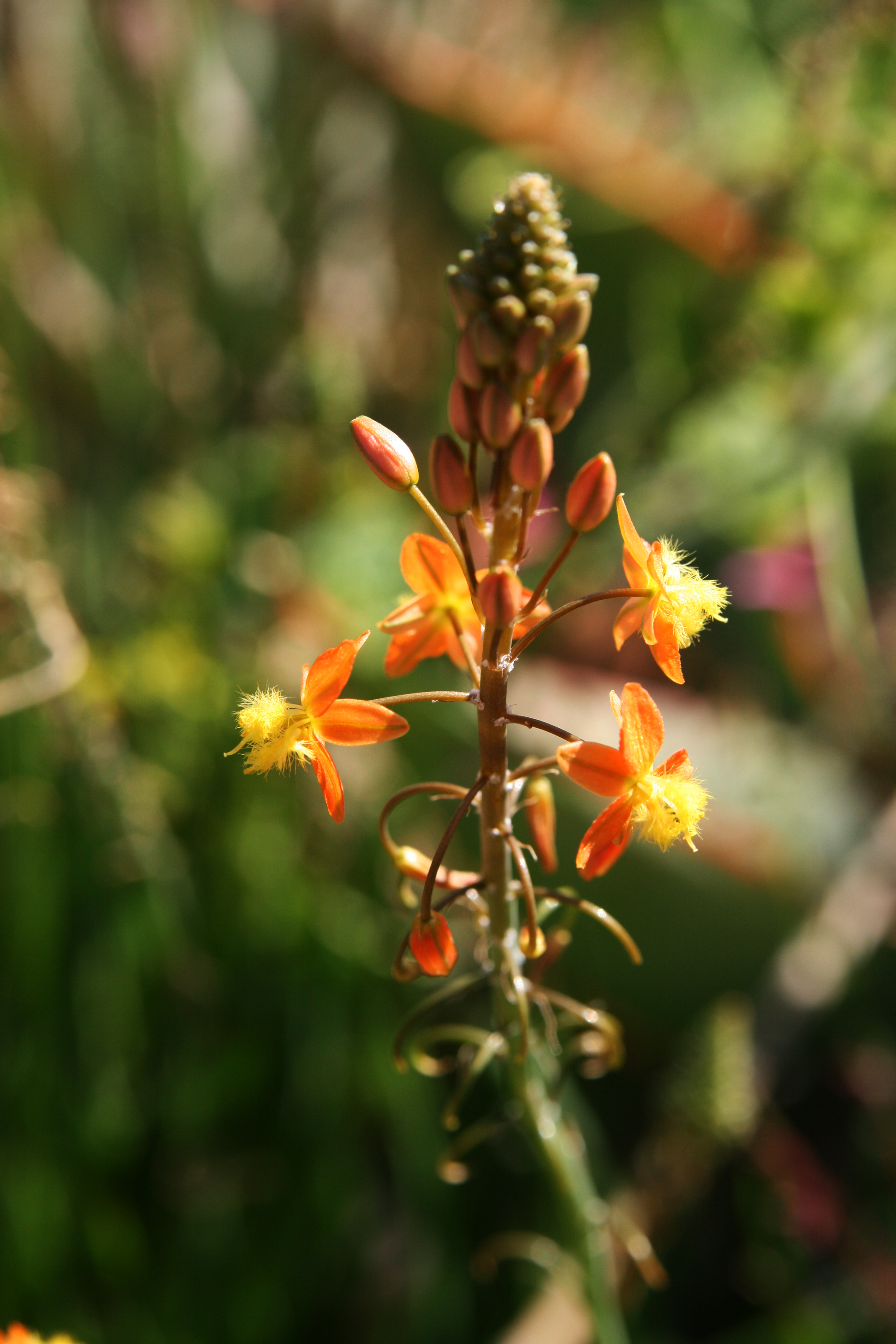
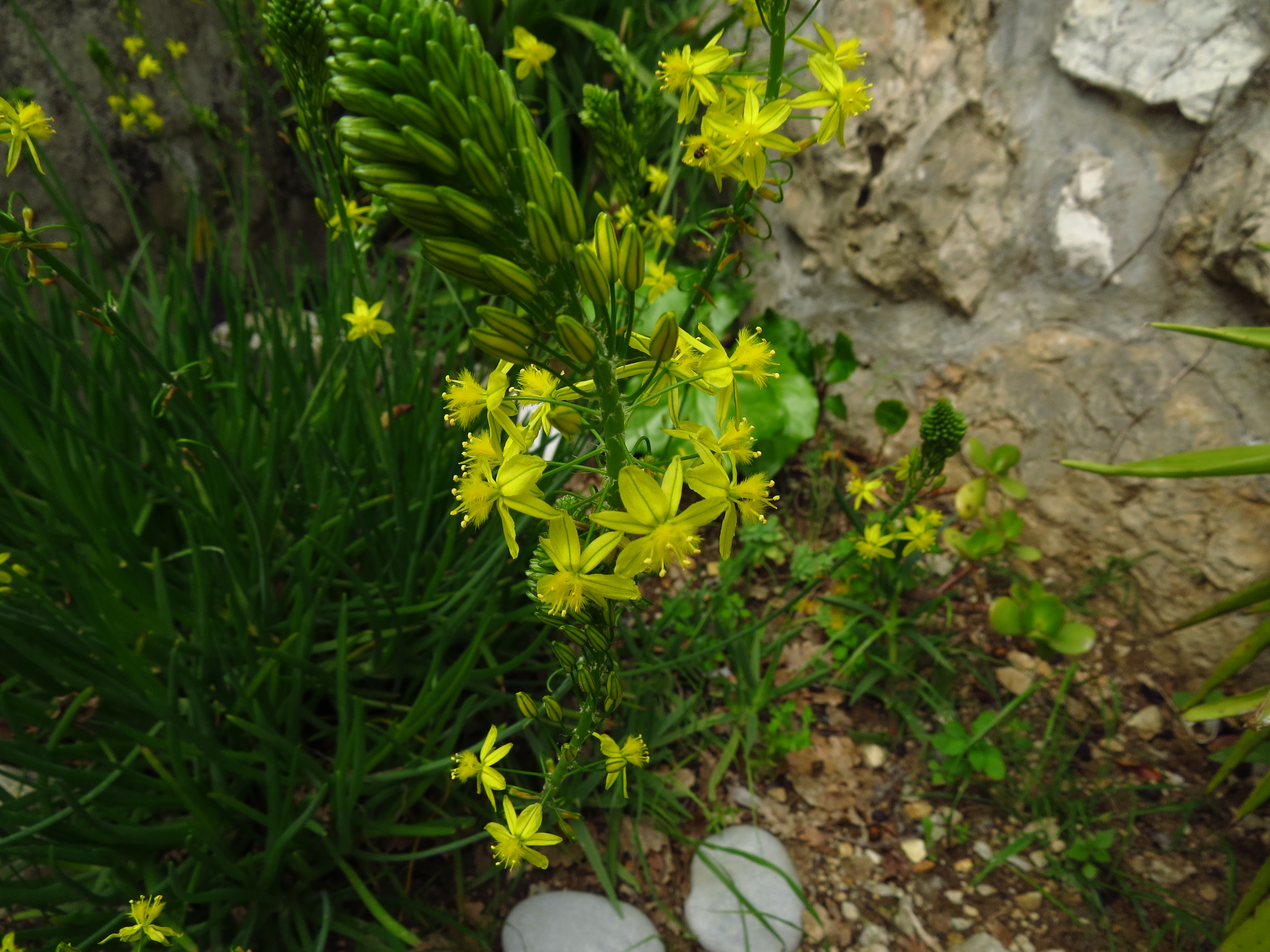
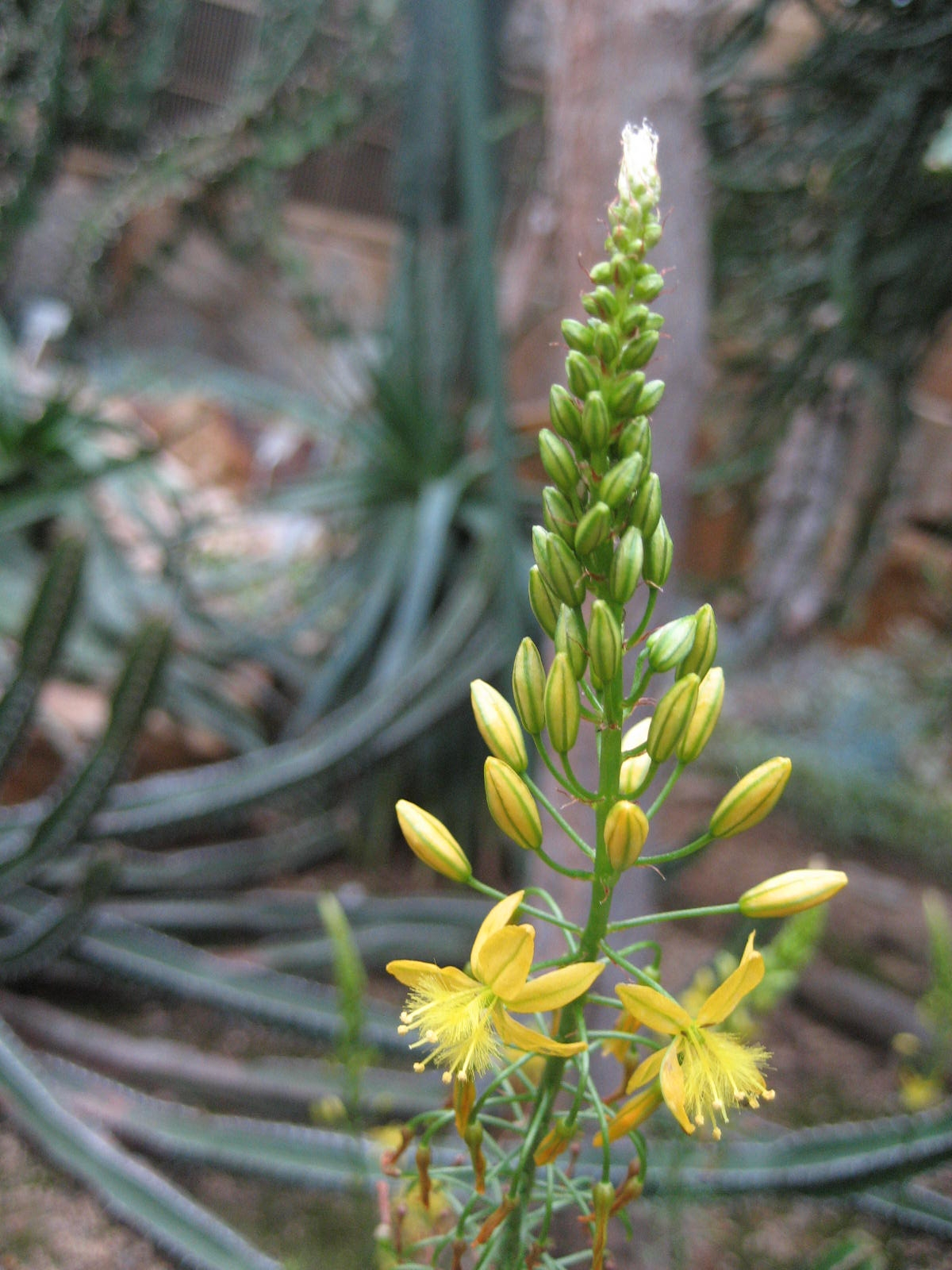
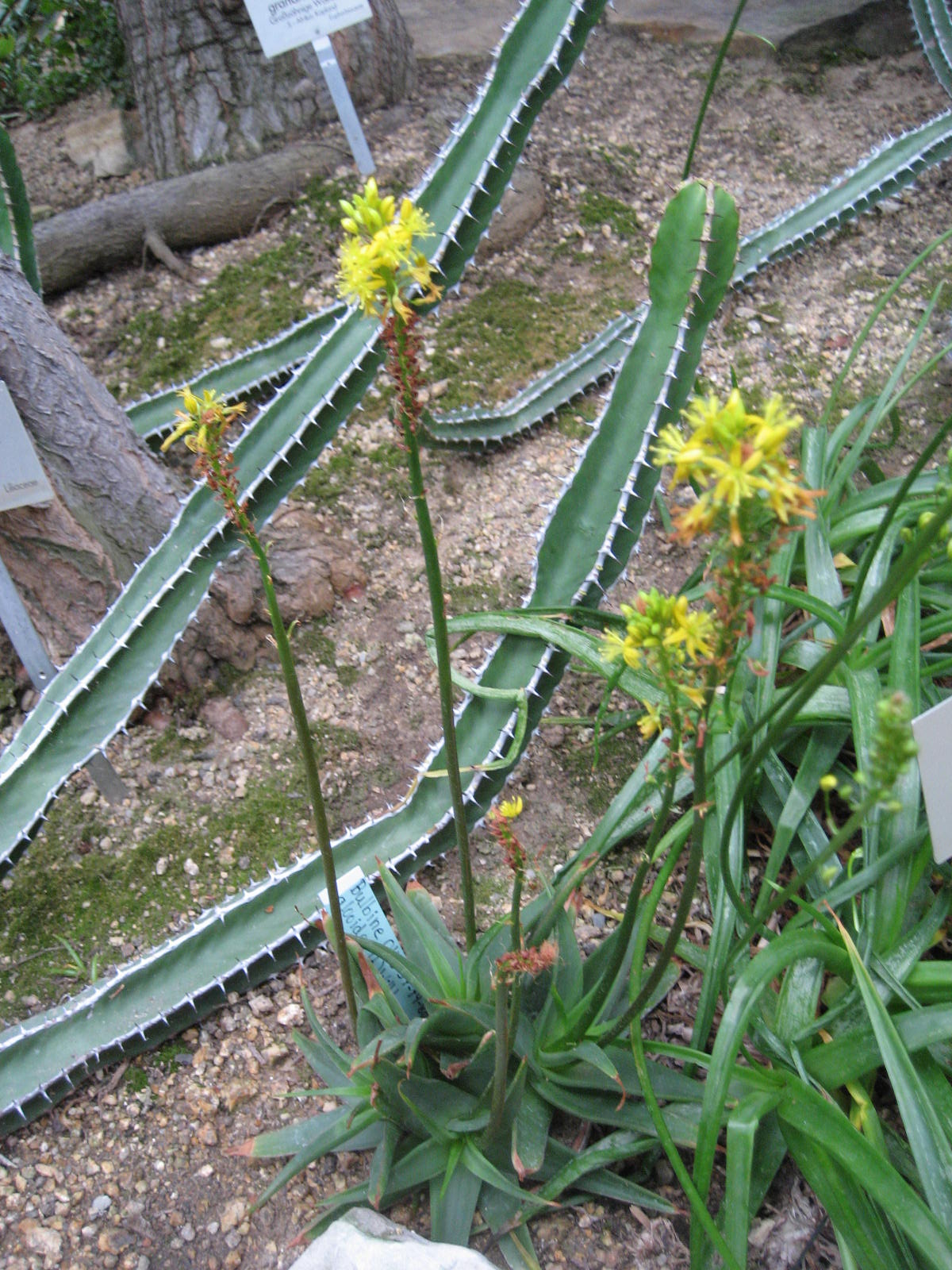

## Dottertaxa till Bulbiner, i alfabetisk ordning[1][2]
- Bulbine abyssinica
- Bulbine alata
- Bulbine alooides
- Bulbine alveolata
- Bulbine angustifolia
- Bulbine annua
- Bulbine asphodeloides
- Bulbine bachmannii
- Bulbine bruynsii
- Bulbine bulbosa
- Bulbine capensis
- Bulbine capitata
- Bulbine cepacea
- Bulbine coetzeei
- Bulbine cremnophila
- Bulbine dactylopsoides
- Bulbine diphylla
- Bulbine disimilis
- Bulbine erectipilosa
- Bulbine erumpens
- Bulbine esterhuyseniae
- Bulbine fallax
- Bulbine favosa
- Bulbine flexicaulis
- Bulbine flexuosa
- Bulbine foleyi
- Bulbine fragilis
- Bulbine francescae
- Bulbine frutescens
- Bulbine glauca
- Bulbine haworthioides
- Bulbine inamarxiae
- Bulbine inflata
- Bulbine lagopus
- Bulbine lamprophylla
- Bulbine latifolia
- Bulbine lavrani
- Bulbine lolita
- Bulbine longifolia
- Bulbine louwii
- Bulbine margarethae
- Bulbine meiringii
- Bulbine melanovaginata
- Bulbine mesembryanthemoides
- Bulbine minima
- Bulbine monophylla
- Bulbine muscicola
- Bulbine namaensis
- Bulbine narcissifolia
- Bulbine navicularifolia
- Bulbine ophiophylla
- Bulbine pendens
- Bulbine pendula
- Bulbine praemorsa
- Bulbine quartzicola
- Bulbine ramosa
- Bulbine retinens
- Bulbine rhopalophylla
- Bulbine rupicola
- Bulbine sedifolia
- Bulbine semenaliundata
- Bulbine semibarbata
- Bulbine stolonifera
- Bulbine striata
- Bulbine succulenta
- Bulbine suurbergensis
- Bulbine thomasiae
- Bulbine torsiva
- Bulbine torta
- Bulbine triebneri
- Bulbine truncata
- Bulbine vagans
- Bulbine wiesei
- Bulbine vitrea
- Bulbine vittatifolia